# Teoría de los constructos personales
La teoría de los constructos personales (TCP) es una teoría desarrollada por George A. Kelly (1995/1991; 2001) que parte del postulado filosófico del alternativismo constructivo según el cual el significado que atribuimos a la experiencia es resultado de una construcción personal. La realidad estaría por tanto sujeta a variadas construcciones personales, algunas de las cuales pueden ser provechosas para el individuo y otras no serlo. Se trataría de un proceso de construcción y reconstrucción sucesiva que puede explicarse por medio del "ciclo de la experiencia" esbozado por Kelly. La salud mental dependería de ser capaces de cerrar adecuada y repetidamente el ciclo, el cual puede entenderse como un proceso continuo mediante el cual se anticipa, evalúa y da significado a la experiencia:
1. Anticipación de la experiencia
2. Implicación en el resultado
3. Encuentro con el suceso
4. Validación e invalidación de la anticipación
5. Revisión constructiva del sistema

Una hipótesis plantea que cuanto más temprana sea la fase en la que se encalla la persona, más grave es la patología que presenta (Feixas y Neimeyer).
Cada individuo accede a la realidad (organiza el conocimiento) en una estructura jerárquicamente ordenada denominada sistema de constructos personales. Los constructos se organizan dicotómicamente (bonito-feo, verdadero-falso).
Los objetivos de la TCP serían los de evaluar las construcciones mediante las cuales las personas dan sentido a su experiencia y facilitar el que descubra otros significados que le sean más útiles. La TCP tiene la virtud de ser una teoría coherente técnicamente ecléctica.
El máximo exponente del trabajo psicoterapéutico con niños y adolescentes de la TCP es Tom Ravenette. Los objetivos del trabajo con niños desde la TCP serían:
1. Evaluar las construcciones mediante las cuales el niño se da sentido a sí mismo y a los otros.
2. Facilitar que el niño descubra nuevos significados personales que le sean útiles y le permitan sentirse mejor.[2]